# الناصر عبد الله بن الحسن
الناصر عبد الله بن الحسن (ولد في 1811 - توفي في أبريل 1840) إمام الدولة الزيدية في اليمن من 1837 إلى 1840. كان ينتمي إلى عائلة الأشراف الرسيين المنحدرين من نسل رسول الإسلام محمد والتي هيمنت على الإمامة الزيدية في اليمن من 1597 إلى 1962.

## الاستيلاء على السلطة
كان عبد الله الحسن حفيد الإمام المهدي عباس (توفي 1775). كان في الأصل إماما للصلاة في مسجد قبة المهدي عباس في صنعاء. في فبراير 1837 أطيح بالإمام المنصور علي من قبل العسكر في صنعاء بسبب رواتبهم المتأخرة. أعلن عبد الله بنجاح عن إمامته مع مساعدة من أنصاره الطلاب الدينيين. أودع الإمام المخلوع وعمه سيدي محمد السجن من قبل الحاكم الجديد الذي اتخذ اسم الناصر عبد الله.
ثم احتل اليمن من قبل القوات المصرية وأرسل الوالي المصري محمد علي باشا مبعوثا إلى اليمن وهو إبراهيم باشا يكن ليكون واليا عليها، وقبل الإمام الناصر عبد الله بن الحسن بالأمر الواقع، بل وأعلن ولاءه لإبراهيم باشا يكن ليتقي بذلك بطش الإنجليز الذين احتلوا عدن في عام 1839.

## السياسة الدينية والتشريعية
يمثل الناصر عبد الله الممارسة التقليدية للمذهب الزيدي في مواجهة أهل السنة والجماعة الذين استطاعوا سابقا التأثير على القضاء بفضل العلامة محمد الشوكاني. بعد تسلمه الإمامة سعى لتفكيك إرث الشوكاني. سن تشريعات صارمة حيث تم تقليل خروج النساء من البيوت فضلا عن منع استخدام الآلات الموسيقية. كان الإسماعيليين الذين يعيشون غرب صنعاء المظلومين من تشريعاته. غضب الإسماعيليون قادهم إلى طرد رجال الإمام من مدينة حراز. في عام 1840 اغتيل الناصر عبد الله من قبل عبيده في منزله الريفي. ووفقا لمصادر أخرى فإن القتلة كانوا إسماعيليين من قبيلة همدان. نتيجة لذلك أطلق سراح سيدي محمد من السجن وادعى الإمامة تحت اسم الهادي محمد.